# 全国歌謡祭 (エストニア)
全国歌謡祭（ぜんこくかようさい、エストニア語: üldlaulupidu）は、エストニアの首都タリンで5年に1度開催される歌謡祭。2003年に「人類の口承及び無形遺産に関する傑作の宣言」に登録され、2008年には「バルト地方の歌謡・舞踏フェスティバル」の一部として無形文化遺産に登録された。
全国舞踊祭と同時開催され、前夜祭を除いて双方の日程が2日間同時進行される。

## 歴史

### ロシア帝国時代
1860年代にロシア帝国治下で急速に広まったエストニア民族の覚醒は、開明的な皇帝アレクサンドル2世の政策もあり、新たなエストニア人知識層の文化活動を活発化させた。そんななか、エストニア各地で合唱団活動の組織化を行っていたジャーナリストのヨハン・ヴォルデマル・ヤンセンが、当時の文化的中心地ドルパートで1869年に開催した「第1回全エストニア歌謡祭」が祭典の起こりである。これは、1873年にラトビア人が開催した民族歌謡祭に先立つ、バルト3民族の中で最初の試みであった。またこれは、それまでエストリャント県とリフリャント県に分割されていたエストニア人全体を糾合した初の歌謡祭でもあった。
リフリャント県の農奴解放50周年を記念したこの祭典は3日間に渡って開催され、51の合唱団と845人の歌手、そして1万5000人の観客を動員した。第1回歌謡祭ではフレドリク・パシウスの曲にヤンセンが詞を乗せた「我が故国、我が誇りと喜び」が上演され、これは後に独立エストニアの国歌となった。さらに、ヤンセンの娘である詩人リディア・コイトゥラ作詞、アレクサンデル・クニレイト作曲による「我が祖国 我が愛」も披露されている。

### 戦間期

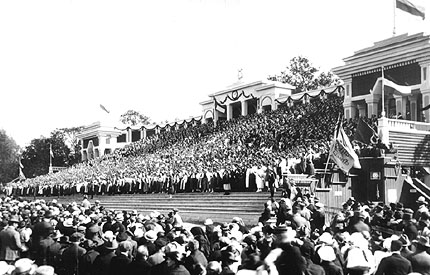
1923年の第8回歌謡祭

その後、アレクサンドル2世が暗殺されるとバルト地域の民族文化は弾圧されたが、エストニア人は様々な名目で歌謡祭を開催し続け、その歌声を民族糾合の手段としていった。その後、エストニア第一共和国が独立を達成すると、1923年には第8回歌謡祭が首都タリンのカドリオルクで開催され、以降この場所で5年ごとに開催する慣行が生まれた。第8回歌謡祭にはハンガリー王国摂政ホルティ・ミクローシュが来賓として招かれ、また欧州各国からも多数の報道陣が訪れた。
歌謡祭は年を経るごとに規模を拡大させ、1938年の第11回歌謡祭はコンスタンティン・パッツ大統領の後援も受け、参加団体数569、出演者1万7501人、そして観客10万人を数えるようになった。他方、後に歌謡祭と合同されることになる全国舞踊祭も、1926年にエストニア青少年協会によって「第1回エストニア文化の夕べ」として開催され、1934年に「第1回エストニア競技会」(et) として公式化されている。

### ソ連時代

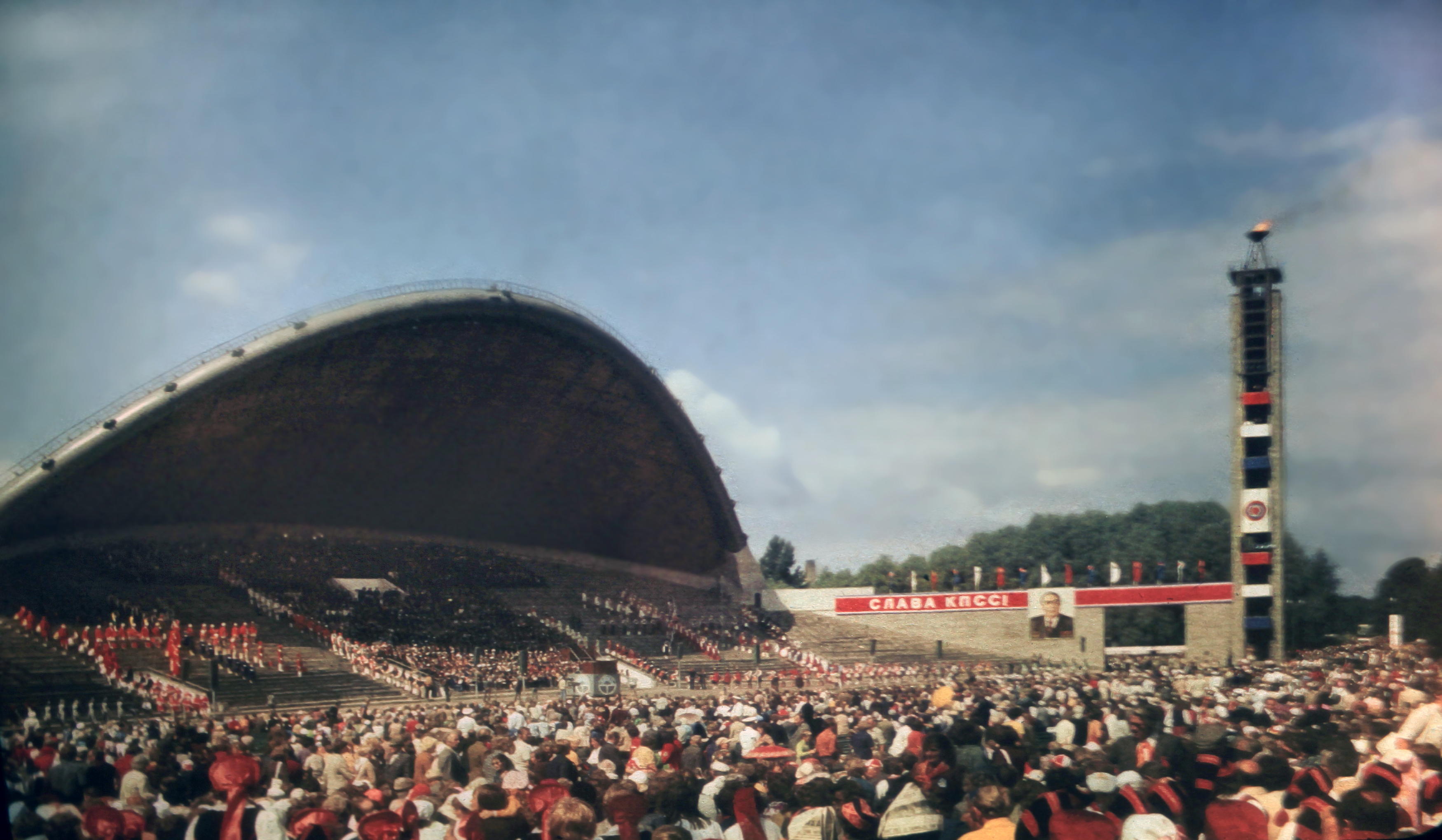
1980年の第19回歌謡祭

しかし、1940年にはバルト諸国占領によってエストニアはソビエト連邦へ併合され、その後の独ソ戦を経てエストニア・ソビエト社会主義共和国に対するソ連支配は確立した。ソビエト政権によって第一共和国の記憶は「ブルジョワ独裁」として全否定され、かつての国歌も口ずさんだだけでシベリアへ追放されると伝えられるまでになった。
しかし反面、多民族国家を標榜するソ連は、表向きには民族文化の尊重と保護を謳っていた。そしてまた、ソビエト政権による民族歌謡祭が成功すれば、それは共産主義プロパガンダに基づく大衆動員が成功するということでもあった。このような状況下において、ソビエト・エストニア当局はロシア革命30周年を記念して、1947年にエストニア歌謡祭を開催することを決定した。
かくして1947年に第12回歌謡祭は開催されたが、戦前の伝統を断ち切るため、公式には祭典に番号は振られなかった。その祭典は、指導者ヨシフ・スターリンの肖像と赤旗が会場に掲げられ、開幕にはソ連国歌が合唱され、閉幕にはスターリンへの謝辞が朗読されるなど、公式プロパガンダに埋め尽くされた内容であった（この回から、舞踊祭が歌謡祭と同時に開催されるようになった）。しかし同時に、この祭典ではグスタフ・エルネサクスがコイトゥラの詞に曲を付けた、別バージョンの「我が祖国 我が愛」も上演された。エルネサクス版「我が祖国 我が愛」はたちまちエストニア中に広まり、禁じられたかつての国歌に代わって非公式なエストニア国歌となった。
ソビエト・エストニア成立10周年を記念した1950年の第13回歌謡祭は、社会主義リアリズムやジダーノフ批判の影響を強く受けた。しかし、スターリン批判後には統制も弱まり、1960年の第15回歌謡祭が新造された歌謡祭グラウンドで開催された。そしてこの祭典のフィナーレにおいて、過熱した会場から自然発生的に、エルネサクス版「我が祖国 我が愛」の合唱が沸き起こった。この曲は1947年以来「過度に愛国的」としてプログラムから外されていたが、当局は数十万の観客を制止することもできず、エルネサクス自身も最後まで指揮を続けた。そしてこれ以降、祭典の閉幕時に「我が祖国 我が愛」を合唱することは暗黙の了解となっていった。
1962年には歌謡・舞踊祭の青少年版である「青少年歌謡・舞踊祭」(et) がタリンで、やはり5年周期で開催されるようになった。

### 独立回復期
やがてミハイル・ゴルバチョフがソ連最高指導者に就任し、ペレストロイカが開始されると、エストニア人はソ連構成共和国の中でいち早く独立回復へ向けた運動を開始した。1988年6月には守旧派のエストニア共産党第一書記カルル・ヴァイノが民衆の抗議によって辞任に追い込まれ、これに歓喜した15万人の人々が歌謡祭グラウンドに集結し、禁止されていたはずの青黒白の三色旗を打ち振るった。9月には、本来の歌謡祭とは別にエストニア人民戦線が主催した「エストニアの歌」(et) が開催され、30万人を超す参加者は合唱によって民族の団結と体制への抗議を表現した。以降、歌謡祭を原動力としたエストニア民族運動は、「歌う革命」としてエストニアを独立回復へと衝き動かしてゆくこととなる。
1990年の第21回歌謡祭は、もはやモスクワによる検閲からも解放され、エストニア人の手による自由な選曲が行われた。愛国歌や宗教音楽が演奏され、国外に亡命していたエストニア人の合唱団・舞踊団も各国から参加し、82歳になったエルネサクスによる「我が祖国 我が愛」の指揮も行われた。この祭典の観客数は、30万人を超える過去最高のものであったとも言われる。

### 独立回復後
エストニアが独立回復を達成して最初の第22回歌謡祭は、予定を1年前倒しにして1994年に開催された。これは、第1回歌謡祭からの125周年を記念しての変更であり、またソビエト政権成立記念として開催されていた周期から脱却を狙うものであった。その後も歌謡祭は5年周期で開催され続けている。
| 回          | 年月日                | 出演団体数 | 出演人数 | 備考                                                    |
| ----------- | --------------------- | ---------- | -------- | ------------------------------------------------------- |
| 第1回       | 1869年6月18日 -20日   | 51         | 845      | リフリャント県農奴解放50周年記念 （ドルパートで開催）   |
| 第2回 (et)  | 1879年6月20日 -22日   | 64         | 1227     | 露土戦争などにより開催が大幅に遅延 （ドルパートで開催） |
| 第3回 (et)  | 1880年6月11日 -13日   | 48         | 782      | アレクサンドル2世在位25周年記念 （レーヴェリで開催）    |
| 第4回 (et)  | 1891年6月15日 -17日   | 179        | 2700     | アレクサンドル3世在位10周年記念 （ドルパートで開催）    |
| 第5回 (et)  | 1894年6月18日 -20日   | 263        | 3951     | 農奴解放75周年記念 （ドルパートで開催）                 |
| 第6回 (et)  | 1896年6月8日 -10日    | 410        | 5681     | ニコライ2世戴冠記念 （以降レーヴェリ / タリンで開催）   |
| 第7回 (et)  | 1910年6月12日 -14日   | 527        | 10000    | 初めて帝政ロシアの行事とは無関係に開催                  |
| 第8回 (et)  | 1923年6月30日 -7月2日 | 386        | 10562    |                                                         |
| 第9回 (et)  | 1928年6月30日 -7月2日 | 436        | 15049    |                                                         |
| 第10回 (et) | 1933年6月23日 -25日   | 500        | 16500    |                                                         |
| 第11回 (et) | 1938年6月23日 -25日   | 569        | 17501    |                                                         |
| 第12回 (et) | 1947年6月28日 -29日   | 703        | 25760    | ロシア革命30周年記念                                    |
| 第13回 (et) | 1950年7月21日 -23日   | 1106       | 31907    | エストニア・ソビエト社会主義共和国成立10周年記念        |
| 第14回 (et) | 1955年7月20日 -22日   | 893        | 30321    |                                                         |
| 第15回 (et) | 1960年7月20日 -21日   | 875        | 29273    |                                                         |
| 第16回 (et) | 1965年7月17日 -18日   | 690        | 25806    |                                                         |
| 第17回 (et) | 1969年6月28日 -30日   | 771        | 30230    | 歌謡祭誕生100周年記念のため変則開催                     |
| 第18回 (et) | 1975年7月19日 -20日   | 641        | 28537    |                                                         |
| 第19回 (et) | 1980年7月5日 -6日     | 627        | 28969    |                                                         |
| 第20回 (et) | 1985年7月20日 -21日   | 677        | 26437    |                                                         |
| 第21回 (et) | 1990年6月30日 -7月1日 | 690        | 28922    |                                                         |
| 第22回 (et) | 1994年7月2日 -3日     | 817        | 25802    | 歌謡祭誕生125周年記念                                   |
| 第23回 (et) | 1999年7月3日 -4日     | 856        | 24875    |                                                         |
| 第24回 (et) | 2004年7月1日 -4日     | 850        | 22759    |                                                         |
| 第25回      | 2009年7月2日 -5日     | 913        | 28166    |                                                         |
| 第26回 (et) | 2014年7月4日 -6日     | 1046       | 30164    |                                                         |
| 第27回 (et) | 2019年7月6日 -7日     | 1294       | 35000    |                                                         |

### 書籍
- 庄司博史「エストニア全国歌謡祭 - 民族と国をつくった祭り」『エストニアを知るための59章』小森宏美編著、明石書店〈エリア・スタディーズ 111〉、2012年、257-261頁。ISBN 978-4750337371。

### 雑誌
- 大中真「エストニア歌と踊りの祭典によせて」『桜美林論考. 人文研究』第2巻、桜美林大学、2011年3月、125-138頁、CRID 1050001201685151232、ISSN 2185-0690。
- 尾見敦子, 蓮見元子「エストニアの青少年の歌と踊りの祭典」『川村学園女子大学子ども学研究年報』第3巻第1号、川村学園女子大学子ども学研究所、2018年、149-165頁、CRID 1520853833475243264、ISSN 24322199、NAID 40021709037。